# Pamborus
Pamborus is een geslacht van kevers uit de familie van de loopkevers (Carabidae). De wetenschappelijke naam van het geslacht is voor het eerst geldig gepubliceerd in 1817 door Latreille.

## Soorten
Het geslacht Pamborus omvat de volgende soorten:
- Pamborus alternans Latreille, 1817
- Pamborus brisbanensis Castelnau, 1867
- Pamborus cooloolensis Takami & Sota, 2006
- Pamborus elegans Sloane, 1904
- Pamborus euopacus Takami & Sota, 2006
- Pamborus guerini Gory, 1830
- Pamborus macleayi Castelnau, 1867
- Pamborus monteithi Takami & Sota, 2006
- Pamborus moorei Takami & Sota, 2006
- Pamborus opacus Gehin, 1885
- Pamborus pradieri Chaudoir, 1869
- Pamborus punctatus Darlington, 1961
- Pamborus subtropicus Darlington, 1961
- Pamborus transitus Darlington, 1961
- Pamborus tropicus Darlington, 1961
- Pamborus viridis Gory, 1836